# Autumn in My Heart
Autumn in My Heart (hangul: 가을 동화; hanja: 가을 童話; rr: Gaeul Donghwa; também conhecido como Autumn Fairy Tale ou Autumn Tale) é uma série de televisão sul-coreana de 2000, estrelada por Song Seung-heon, Song Hye-kyo e Won Bin. A série é a primeira produção da tetralogia Endless Love, dirigida por Yoon Seok-ho. Ele foi ao ar no KBS2 de 18 de setembro a 7 de novembro de 2000, às segundas e terças feiras, totalizando 16 episódios. 
A série foi muito bem-sucedida na Coreia do Sul, com uma média de 38.6% das audiências e alcançando uma audiência máxima de 46,1%. É considerado um pioneiro na série melodramática coreana, lançando uma febre comumente referida como a "onda coreana". A maioria dos sites de tour relacionados ao show foram desenvolvidos após seu sucesso.

## Sinopse
A história começa com a criança, Yoon Joon-suh, causando acidentalmente a troca de sua irmã e outro bebê quando ele deixa cair os cartões de nome nos berços dos bebês na sala do bebê do hospital. Uma enfermeira que entra coloca os cartões de nome de volta incorretamente. A história então pula para a adolescência dos dois personagens principais: Yoon Eun-suh (Moon Geun-young) e Yoon Joon-suh (Choi Woo-hyuk). Eun-suh é a garota mais popular em sala de aula, que incita o ciúme do seu rival, Choi Shin-ae (Lee Ae-jung), é inteligente, mas não recebe a atenção que ela deseja do professor e dos colegas de classe.
Quando Eun-suh é atingido por um caminhão e precisa de uma transfusão de sangue, descobre-se que ela não é a filha biológica de Yoons, mas pertence ao Choi, enquanto Choi Shin-ae é a filha biológica de Yoons. No final, as duas filhas retornam aos pais biológicos originais. Shin-ae se muda com a família Yoon, e Eun-suh se muda com a Sra. Choi, (seu pai biológico está morto) que opera um pequeno restaurante que vive em pobreza abjeta. Suas situações são invertidas, e agora Shin-ae é a garota mais popular em sala, enquanto que Eun-suh é ignorada.
Pouco depois da mudança, a família Yoon se move para os Estados Unidos e Eun-suh perde o contato com eles. Dez anos depois, Joon-suh (Song Seung-heon) retorna à Coreia do Sul como artista de sucesso. Ele volta para a cidade em que morou, onde ele encontra seu velho amigo, Han Tae-seok (Won Bin), que fica no hotel onde Eun-suh (Song Hye-kyo) trabalha como recepcionista de telefone. Tae-seok, (que não conhece o mistério do irmão e da irmã) se apaixona por Eun-suh e manipula-a até que ela seja demitida de seu trabalho. Um dia Eun-suh vê Joon-suh e segue-o até a praia onde ele está com Yumi (sua noiva) e Tae-seok, e os dois "irmãos" finalmente se encontram novamente depois de dez anos.
Eun-suh e Joon-suh parecem ter um relacionamento entre irmãos na frente dos outros, mas eles se encontram secretamente e se apaixonam, embora ela sempre se refere a ele como "irmão mais velho". Shin-ae (Han Chae-young) descobre sobre seu relacionamento e expõe os dois depois que ela encontra uma carta de amor que Eun-suh escreveu para Joon-suh. Os dois decidem ficar juntos, mas logo são forçados a separar-se novamente porque seus pais estão contra a união, e Yumi sofreu a si mesma e os blackmails de Joon-suh com um suicídio para segurá-lo.
Quando uma luta entre Joon-suh e Tae-seok entra em erupção sobre seu amor por Eun-suh, ela descobre que ela tem leucemia (a mesma condição fatal que matou seu pai biológico). Ela não conta a ninguém, exceto a Tae-seok, que oferece pagar seu tratamento. Quando sua saúde se deteriora, os outros começam a descobrir a extensão de sua condição. Eun-suh logo cai no coma. Joon-suh descobre sobre a saúde de Eun-suh e reage com choque e medo, enquanto Tae-seok obriga Joon-suh a tentar acordar Eun-suh. Eventualmente, Eun-suh acordou, mas é muito fraco para seguir o tratamento. Quando é claro que não há esperança, Joon-suh leva sua casa para que ela possa passar seus últimos dias com ele. Neste ponto, Yumi finalmente lança Joon-suh. Joon-suh propõe a Eun-suh e eles se casam. Eun-suh morre quando Joon-suh a leva pela praia onde passaram seu aniversário como adolescentes.
Antes que Eun-suh morra, ela diz a Joon-suh para seguir em frente e continuar vivendo. No entanto, Joon-suh, atordoado e chateado pela morte de seu amor, é atingido por um caminhão no mesmo lugar que o acidente de Eun-suh durante a adolescência. Se ele está vivo ou morreu é desconhecido.

## Elenco
- Song Seung-hoon como Yoon Joon-Seo
- Song Hye-kyo como Yoon/Choi Eun-Seo
- Won Bin como Han Tae-Seok
- Han Chae-young como Choi/Yoon Shin-Ae
- Han Na-na como Shin Yoo-Mi
- Jung Dong-hwan como Yoon Kyo-Soo (pai de Joon-Seo)
- Sunwoo Eun-sook como Lee Kyung-Ha (mãe de Joon-Seo)
- Kim Hae-sook como Kim Soon-Im (mãe de Eun-Seo)
- Kim Na-woon como Kim (supervisor de limpeza)
- Kim Hyung-jong como Ji-Han
- Seo Yoon-jae como Kang-Hee
- Choi Woo-hyuk como Joon-Seo (jovem)
- Moon Geun-young como Eun-Seo (jovem)
- Lee Ae-jung como Shin-Ae (jovem)[3]

## Trilha sonora
A trilha sonora de 13 faixas de Autumn in My Heart inclui as baladas emocionantes de Jung Il-young, "Reason", "Prayer" e "In My Dream", bem como o tema principal tocado em flauta e as versões de algumas das músicas em guitarra e piano. "Romance", também conhecido como "Forbidden Love", é um trecho musicak clássico utilizada nesta trilha sonora. Vem de uma famosa partitura de autoria desconhecida, "Romance Anónimo".
1. Main Title (Flute ver.)
2. Reason – Jung Il-young (Yoo Seung-bum/Lyrics by Kim Won-hee)
3. Romance – Choi Tae-won
4. Gido (Prayer) – Jung Il-young (Jung Jin Soo/Lyrics by Choi Hee Jin)
5. Remember – Park Jung-Won
6. Eolmana Naega (Sincerely) – Yoon Chang-gun
7. Reason (Instrumental ver.)
8. Romance (Piano ver.) – Lee Hong-rae
9. Nunmul (Tears) – Lee Hong-rae
10. Eolmana Naega (Sincerely) (Guitar ver.) – Guitar by Ham Choon-ho
11. Kkum Sogeseo (In My Dream) – Jung Il-young
12. Eolmana Naega (Sincerely) (Piano ver.) – Piano by Yoo Jung-young
13. Gido (Prayer) (Piano ver.)

Uma música tocada durante as cenas mais emocionantes da série, mas que foi excluída da trilha sonora, foi "Return to Love", do musicista americano Kevin Kern.

## Prêmios e indicações
| Ano  | Prêmio                   | Categoria                       | Indicado           | Resultado | Ref.        |
| ---- | ------------------------ | ------------------------------- | ------------------ | --------- | ----------- |
| 2000 | KBS Drama Awards         | Prêmio de Excelência, Ator      | Won Bin            | Venceu    | [ 5 ] [ 6 ] |
| 2000 | KBS Drama Awards         | Melhor Atriz Coadjuvante        | Kim Hae-sook       | Venceu    | [ 5 ] [ 6 ] |
| 2000 | KBS Drama Awards         | Melhor Atriz Jovem              | Moon Geun-young    | Venceu    | [ 5 ] [ 6 ] |
| 2000 | KBS Drama Awards         | Prêmio de Popularidade, Ator    | Song Seung-hoon    | Venceu    | [ 5 ] [ 6 ] |
| 2000 | KBS Drama Awards         | Prêmio de Popularidade, Atriz   | Song Hye-kyo       | Venceu    | [ 5 ] [ 6 ] |
| 2000 | KBS Drama Awards         | Prêmio Fotogênico, Ator         | Song Seung-hoon    | Venceu    | [ 5 ] [ 6 ] |
| 2000 | KBS Drama Awards         | Prêmio Fotogênico, Atriz        | Song Hye-kyo       | Venceu    | [ 5 ] [ 6 ] |
| 2000 | KBS Drama Awards         | Drama Escolhido pelo Espectador | Autumn in My Heart | Venceu    | [ 5 ] [ 6 ] |
| 2001 | 37º Baeksang Arts Awards | Melhor Ator Revelação (TV)      | Won Bin            | Venceu    | [ 7 ]       |
| 2001 | 37º Baeksang Arts Awards | Prêmio de Popularidade, Atriz   | Song Hye-kyo       | Venceu    | [ 7 ]       |

## Remakes
- Demi Cinta, é um remake indonésio de 2005 estrelado por Rionaldo Stockhorst e Leony Vitria Hartanti.[8]
- Endless Love, é um remake filipino de 2010 estrelado por Dingdong Dantes, Marian Rivera e Dennis Trillo.[8]
- Autumn in My Heart, é um remake tailandês de 2013 estrelado por Jesdaporn Pholdee e Sucharat Manaying, e produzido por Ananda Everingham.[8]
- Paramparça, é um remake turco de 2014 estrelado por Erkan Petekkaya e Nurgül Yeşilçay.[8]
- Autumn Fairy Tale, é um remake chinês de 2019, em formato de websérie, estrelado por Zhao Lusi e Xu Kai.[8]
- Luruhnya Bunga Cinta, é um remake malaio de 2023 estrelado por Redza Rosli e Tracie Sindol, dirigido por Riza Baharudin e transmitido pela TV3 Malaysia.